# أدريان هويلز
أدريان هويلز (بالإنجليزية: Adrian Howells)‏ هو فنان أداء بريطاني، ولد في 9 أبريل 1962 في Bapchild ‏ في المملكة المتحدة، وتوفي في 16 مارس 2014 في غلاسكو في المملكة المتحدة.